# Morten Reenberg
Morten Reenberg (født 18. juni 1660 i Viborg, død 23. februar 1736 i København) var en dansk præst. Han var bror til Thøger Reenberg og farbror til Christian Christopher Reenberg.
Reenberg blev student fra Viborg Skole 1677, tog teologisk attestats 1682 og begav sig derefter på en længere udenlandsrejse. Han opholdt sig i længere tid i Oxford og Cambridge, men besøgte også Frankrig, Holland og Tyskland.
1690 vendte han hjem, men da det ikke lykkedes ham at opnå nogen stilling, tænkte han en tid på at rejse til England, hvor han havde gode forbindelser, og bosætte sig der. Biskop Hans Bagger fik ham dog til at opgive det og skaffede ham 1693 en ansættelse som feltpræst ved de danske hjælpetropper i Flandern.
Han var med i slaget ved Neerwinden 1693 og var nær kommet af dage på flugten derfra. Han vendte derefter tilbage til Danmark, hvor han imidlertid var blevet udnævnt til sognepræst i Stege og provst på Møn. I 1709 blev han uden ansøgning kaldet herfra til sognepræst ved Helliggeist Kirke i København.
I 1720 udnævntes han til stiftsprovst og sognepræst ved Vor Frue Kirke i København. Reenberg var en meget original personlighed, hvis prædikener vakte stor opsigt og udmærkede sig ved en høj grad af frimodighed, selv over for hoffet. Han var en stor fjende af pietismen og angreb i sine prædikener stærkt denne retning.
Dette indbragte ham, navnlig under kong Christian VI, forskellige irettesættelser gennem biskoppen. Han var, skønt han ikke optrådte som skribent, en meget lærd mand og besad et stort bibliotek, et naturaliekabinet og en betydelig møntsamling. Alt dette gik til grunde ved Københavns Ildebrand 1728.